# Жоао Лоренсо
Жоао Мануел Гонсалвес Лоренсо (порт. João Manuel Gonçalves Lourenço; Лобиту 5. март 1954) анголски је политичар и трећи председник Анголе. Заменио је дугогодишњег председника Анголе Жозеа Едуарда дос Сантоса који је на функицији председника био пуних 38 година.
Жоао је раније био министар одбране Анголе у периоду од 2014. године до 2017. године.
Додељен му је Орден Републике Србије на ленти 2022. године.